# Cherokee Phoenix

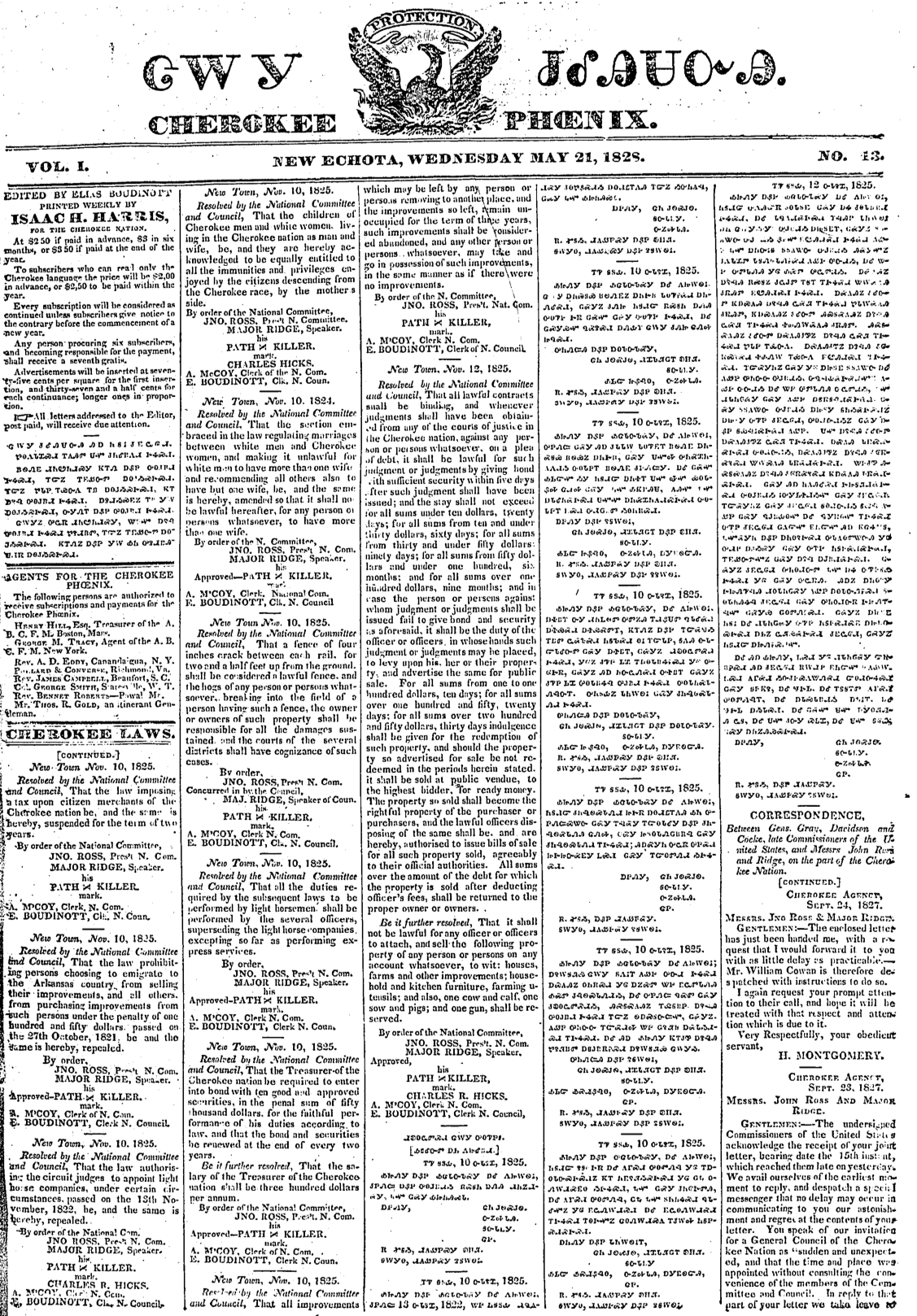
La une du Cherokee Phoenix du 21 mai 1828.

Le Cherokee Phoenix (en cherokee : ᏣᎳᎩ ᏧᎴᎯᏌᏅᎯ), appelé aussi Cherokee Nation of Indians, est un journal national américain disparu qui est publié en 260 éditions, de 1828 à 1834, au moment de l'Indian Removal Act organisant la déportation des Amérindiens vivant dans le Tennessee et le Kentucky, voulue par le président Andrew Jackson.
Le journal s'est ensuite appelé Indians' Advocate, comportant des articles en anglais à 70 % et en langue cherokee à 30 %. Il est lu dans les milieux blancs, par des politiques, des intellectuels, des coureurs des bois et des colons modestes qui s'opposent à la spéculation foncière visant les terres des Cherokees.
Le journal est édité par Elias Boudinot, qui fait partie d'une importante famille cherokee, étant le frère de Stand Watie, le neveu du Major Ridge et le cousin de John Ridge.
Le journal suivit de près la ruée vers l'or sur les terres des Cherokees, à Auraria, site d'exploitation aurifère découvert en 1827 dans le comté de Lumpkin, près de Dahlonega, sur la façade ouest des Appalaches, en Géorgie, qui est l'une des plus anciennes régions de mines d'or des États-Unis. Les premières mines ouvrent en 1829 et l'afflux de colons s'est matérialisé à l'automne 1829. Niles Register rapporte au printemps 1830 la présence de 4 000 mineurs sur la seule rivière Yahoola.
Un journaliste du Cherokee Phoenix, se plaint alors que « nos voisins qui n'accordent aucun respect ni attention à la loi (…) font de nous un peuple abusé ». La plus grande partie des colons est arrivée lors des années 1832 et 1833, à l'occasion de loteries permettant d'attribuer des terres.